# Alchemilla cuneata
Alchemilla cuneata är en rosväxtart som beskrevs av Gaud.. Alchemilla cuneata ingår i släktet daggkåpor, och familjen rosväxter. Inga underarter finns listade i Catalogue of Life.